# Aéroport international de Changsha-Huanghua
Pour les articles homonymes, voir CSX.
L’aéroport international de Changsha-Huanghua (code IATA : CSX • code OACI : ZGHA) est un aéroport qui dessert la ville de Changsha dans la province du Hunan en Chine. Il est situé à 20 km du centre-ville de Changsha. Sa construction a commencé en 1986 et s'est terminée en 1989. L'aéroport a subi une importante extension entre 2008 et 2011, avec la création d'un nouveau terminal.
En 2011, l'aéroport de Changsha Huanghua a vu transiter 13 684 731 passagers, il était ainsi le 12e aéroport de Chine en nombre de passagers.

## Aéroport

### Terminal 1
Le Terminal 1 dispose de trois halls: le Hall T1-A, de 34 000 m2, le hall T1-B de 13 200 m2 et le hall T1-C de 6 100 m2. Le terminal 1 fut fermé pour rénovations dès que le Terminal 2 fut pleinement opérationnel, pour rouvrir l'année d'après.
|  |

### Terminal 2
L'inauguration du Terminal 2 a eu lieu le 19 juillet 2011. Avec 212 000 m2 au sol et 40 mètres de haut, c'est un des plus imposants du pays, ce qui lui permet d'accueillir 15 millions de passagers annuels.
|  |  |  |

## Histoire
La construction de l'aéroport débute le 25 juin 1986, et le premier vol commercial eu lieu le 29 août 1989.
Le 28 octobre 2000, le Terminal 1-A de 34 000 m2, qui a couté 40.4 millions de yuan, est ouvert.
L'aéroport connait une nouvelle expansion entre 2008 et 2011, avec l'agrandissement de la piste 18/36 de 2600m à 3200m et la construction du Terminal 2.

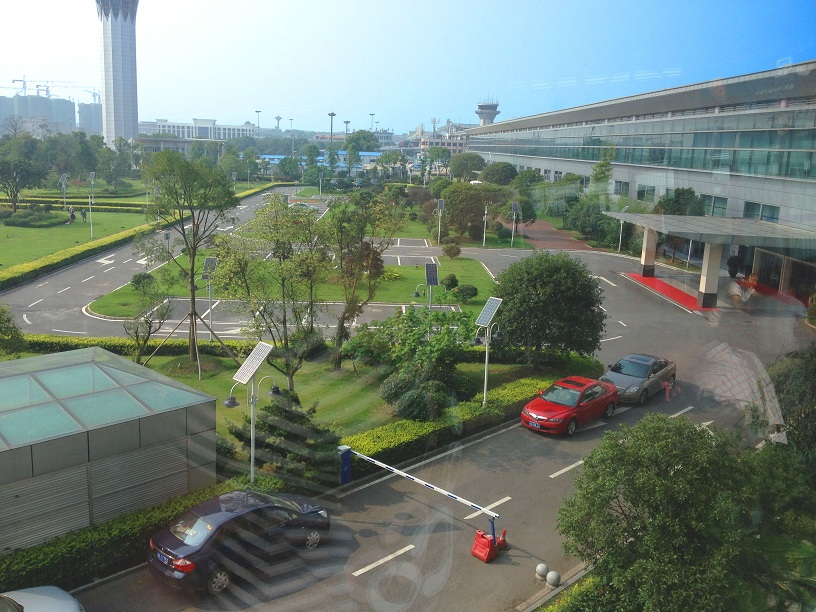
Vues depuis le Terminal 2

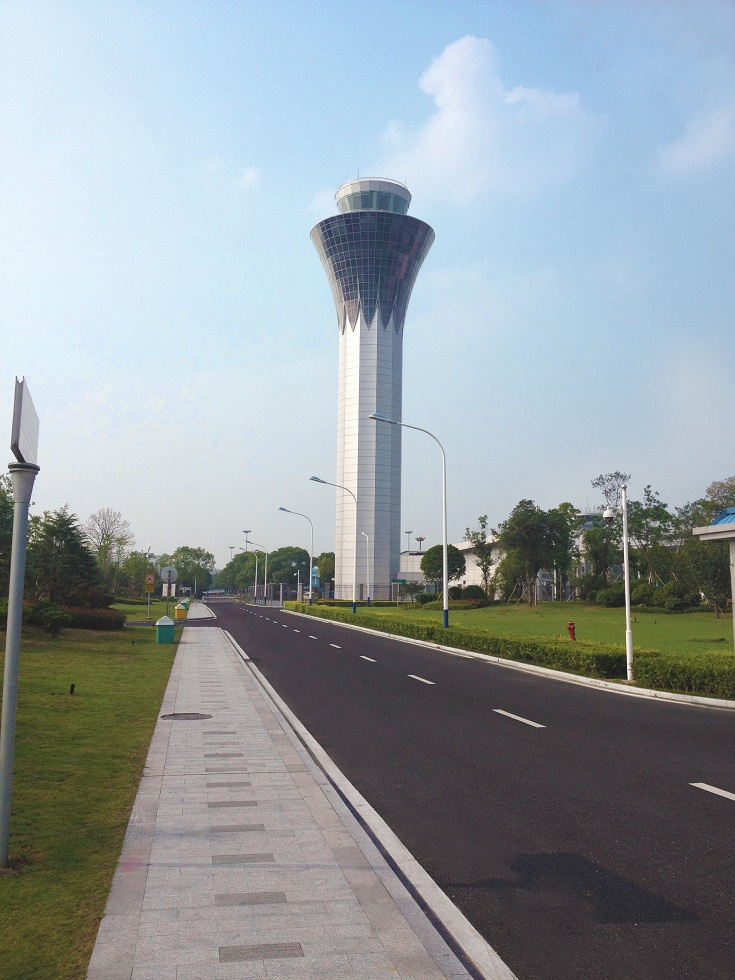
Nouvelle tour de contrôle

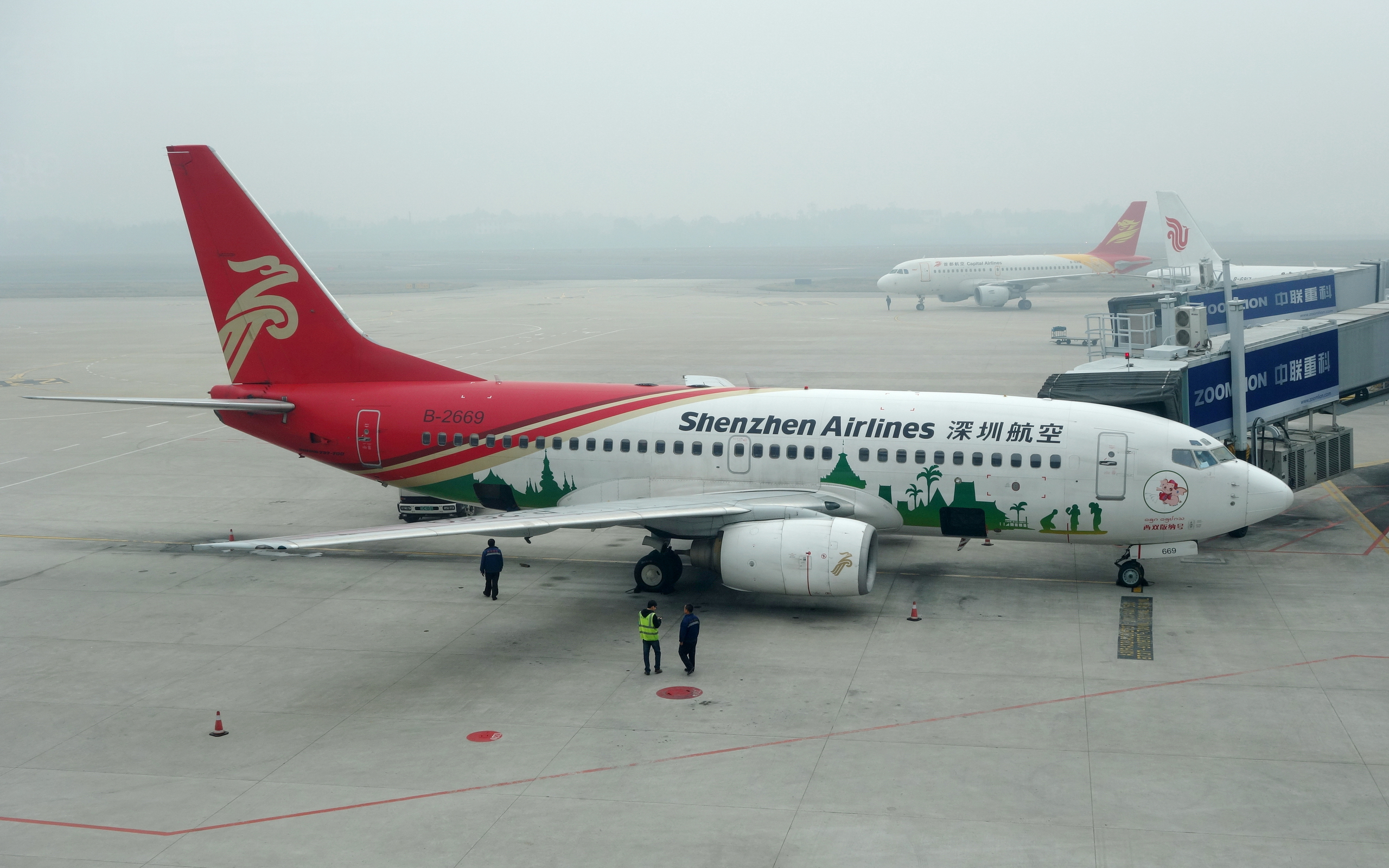
Boeing 737-700 de Shenzhen Airlines

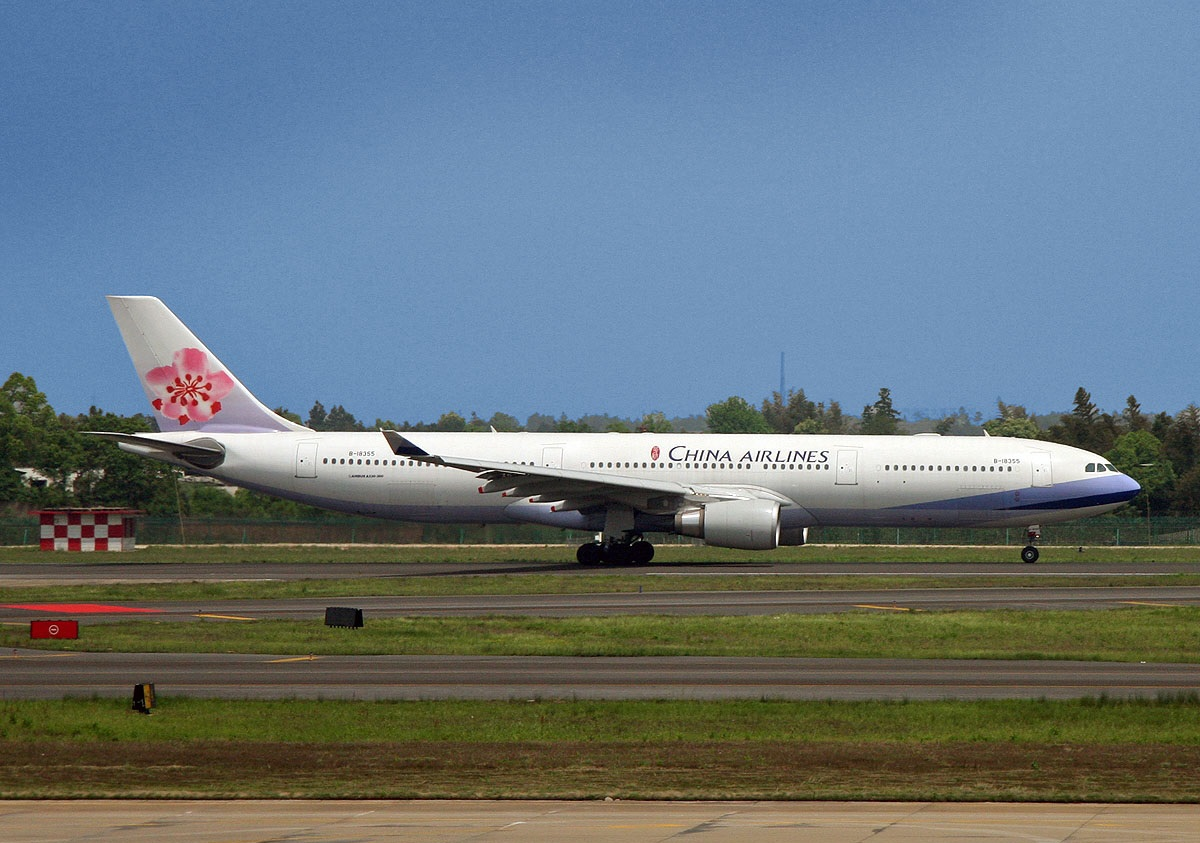
A333 de China Airlines A333 (B-18355) prêt au décollage

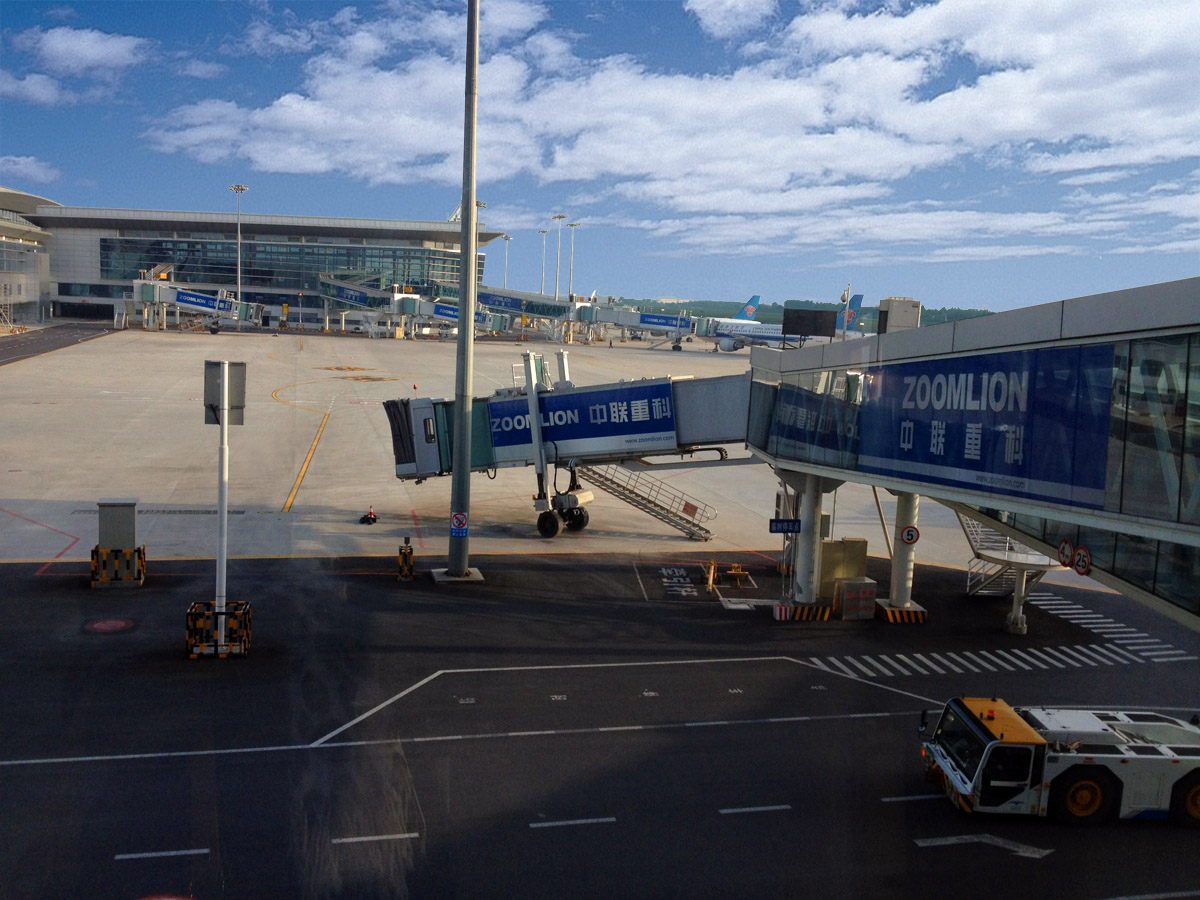
Passerelle d'embarquement du Terminal 2

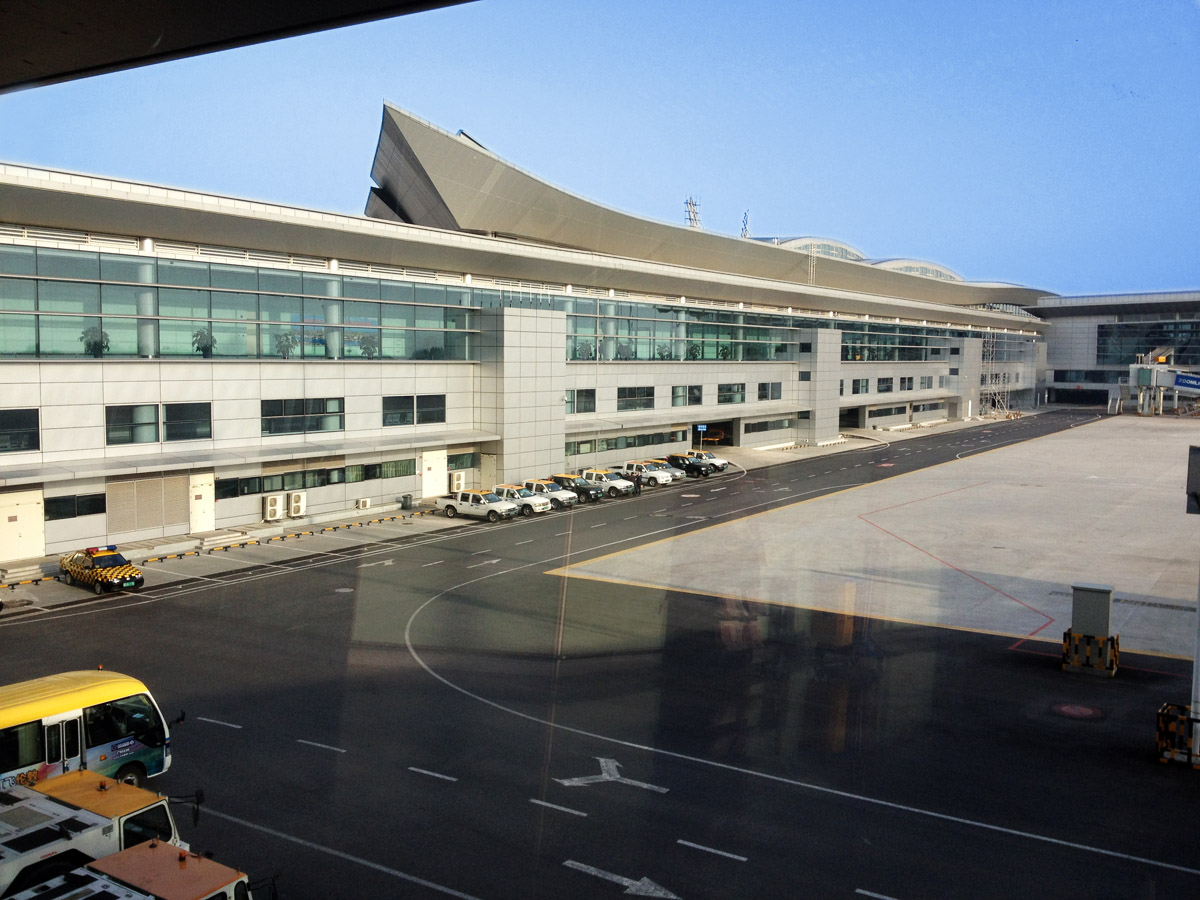
Vue du Terminal 2 depuis une salle d'attente

## Projets à court-terme(2020)
L'aéroport prévoit de s'agrandir vers l'est, à savoir la construction d'une seconde piste de 3800 mètres et un nouveau tarmac. À la suite de cela sera construit un Terminal 3, pour amener la capacité d'accueil de l'aéroport à 31 millions de passagers et 320 000 tonnes de fret.

## Situation

### Carte des 50 premiers aéroports de Chine
| \| 500 km1:25 016 000 \| Baotou Canton Changchun Changsha Chengdu-CTU Chengdu-TFU Chongqing Dalian Fuzhou Guilin Guiyang Haikou Hailar Hangzhou Harbin Hefei Hohhot Jinan Jinghong Kunming Lanzhou Lhassa Lijiang Nanchang Nankin Nanning Ningbo Pékin · Capitale Pékin · Daxing Qingdao Quanzhou Sanya Shanghaï-Pudong Shanghaï-Hongqiao Shantou-Chaozhou-Jieyang Shenyang Shenzhen Shijiazhuang Taiyuan Tianjin Ürümqi Wenzhou Wuhan Suzhou Xiamen Xi'an Xining Yantai Yinchuan Zhengzhou Zhuhai-Jinwan |
| 500 km1:25 016 000 |

## Compagnies aériennes et destinations
| Compagnies                                         | Destinations |
| -------------------------------------------------- | --- |
| AirAsia                                            | Kuala Lumpur |
| Air China                                          | Pékin-Capitale, Chengdu-Shuangliu, Tianjin Binhai |
| Air China opéré par Dalian Airlines                | Dalian-Zhoushuizi, Nankin |
| Asiana Airlines                                    | Séoul-Incheon |
| Beijing Capital Airlines                           | Hangzhou-Xiaoshan, Haikou, Sanya-Phénix |
| Cathay Dragon                                      | Hong Kong |
| Chengdu Airlines                                   | Chengdu-Shuangliu, Hangzhou-Xiaoshan, Nankin, Ningbo, Sanya-Phénix |
| China Airlines                                     | Taïwan-Taoyuan |
| China Eastern Airlines                             | Dali, Dalian-Zhoushuizi, Fuzhou-Chánglè, Guiyang, Haikou, Kunming-Changshui, Lanzhou, Lhassa-Gonggar, Lijiang, Nankin, Nanning, Ningbo, Séoul-Incheon, Shanghai-Hongqiao, Shanghai-Pudong, Shantou-Chaozhou-Jieyang, Wuxi/Suzhou, Taiyuan-Wusu, Xi'an-Xianyang, Yancheng, Yantai, Yinchuan Hedong, Zhuhai |
| China Eastern Airlines opéré par Shanghai Airlines | Shanghai-Hongqiao, Shanghai-Pudong |
| China Southern Airlines                            | - Bangkok-Suvarnabhumi, - Baotou-Donghe, - Beihai-Fucheng, - Pékin-Capitale, - Changchun, - Changzhou, - Chengdu-Shuangliu, - Chiang Mai, - Chongqing-Jiangbei, - Dalian-Zhoushuizi, - Francfort, - Canton-Baiyun, - Guiyang, - Haikou, - Hangzhou-Xiaoshan, - Hanoï-Nội Bài, - Harbin Taiping, - Hefei, - Jinan, - Kuala Lumpur, - Kunming-Changshui, - Lanzhou, - Nankin, - Nanning, - Ningbo, - Osaka-Kansai, - Phuket, - Qingdao-Jiaodong, - Sanya-Phénix, - Shanghai-Pudong, - Shantou-Chaozhou-Jieyang, - Shenyang, - Shenzhen-Bao'an, - Shijiazhuang, - Séoul-Incheon, - Taïwan-Taoyuan, - Taiyuan-Wusu, - Tianjin Binhai, - Tokyo-Narita, - Turpan Jiaohe (en), - Ürümqi-Diwopu, - Wenzhou-Longwan, - Xi'an-Xianyang, - Xining-Caojiabao, - Taizhou (Jiangsu) (en), - Yantai, - Yinchuan Hedong, - Yulin (en), - Yuncheng, - Zhuhai |
| China United Airlines                              | Pékin-Nanyuan, Fuoshan Shadi, Ordos Ejin Horo |
| Fuzhou Airlines                                    | Fuzhou-Chánglè, Guiyang |
| GX Airlines                                        | Jining Da'an (en), Linyi (zh), Nanning |
| Hainan Airlines                                    | Pékin-Capitale, Changchun, Chongqing-Jiangbei, Fuzhou-Chánglè, Haikou, Hangzhou-Xiaoshan, Harbin Taiping, Hohhot, Jinan, Los Angeles, Melbourne-Tullamarine, Nankin, Ningbo, Sanya-Phénix, Shin-Chitose, Shanghai-Pudong, Sydney-K. Smith, Taiyuan-Wusu, Tianjin Binhai, Ürümqi-Diwopu, Xi'an-Xianyang, Xuzhou-Guanyin, Zhuhai |
| Jetstar Pacific Airlines                           | Charter : Cam Ranh |
| Juneyao Airlines                                   | Guiyang, Lijiang, Shanghai-Hongqiao, Shanghai-Pudong, Wenzhou-Longwan |
| Kunming Airlines                                   | Kunming-Changshui, Taizhou (Zhejiang) (en) |
| Korean Air                                         | Séoul-Incheon |
| Lao Airlines                                       | Vientiane-Wattay " |
| Lion Air                                           | Manado-S. Ratulangi Charter: Denpasar-Bali" |
| Maldivian                                          | Bangkok-Suvarnabhumi, Malé Velana |
| Mandarin Airlines                                  | Taïwan-Taoyuan |
| New Gen Airways                                    | Charter : Bangkok-Don Muang |
| Okay Airways                                       | - Chengdu-Shuangliu, - Chongqing-Jiangbei, - Dalian-Zhoushuizi, - Guiyang, - Hangzhou-Xiaoshan, - Harbin Taiping, - Jeju, - Kalibo, - Kunming-Changshui, - Lanzhou, - Libo (en), - Liping (zh), - Nankin, - Osaka- Kansaï, - Qingdao-Jiaodong, - Sanya-Phénix, - Shenyang, - Tianjin Binhai, - Tongren Fenghuang (en), - Ürümqi-Diwopu, - Xiamen-Gaoqi, - Xi'an-Xianyang, - Xining-Caojiabao, - Yongzhou (zh), - Zhangjiajie, - Zhanjiang-Wuchuan |
| Qingdao Airlines                                   | Qingdao-Jiaodong |
| Orient Thai Airlines                               | Bangkok-Don Muang |
| Shandong Airlines                                  | Haikou, Jinan, Qingdao-Jiaodong, Xiamen-Gaoqi |
| Shenzhen Airlines                                  | Guiyang, Harbin Taiping, Lanzhou, Nankin, Nanning, Nantong Xingdong, Qingdao-Jiaodong, Quanzhou Jinjiang, Shenyang, Shenzhen-Bao'an, Wuxi/Suzhou, Yantai |
| Siam Air                                           | Bangkok-Don Muang |
| Sichuan Airlines                                   | Chengdu-Shuangliu, Chongqing-Jiangbei, Fuzhou-Chánglè, Harbin Taiping, Kunming-Changshui, Sanya-Phénix, Shenyang, Wenzhou-Longwan, Xiamen-Gaoqi |
| Silk Air                                           | Singapour-Changi |
| Spring Airlines                                    | Denpasar-Bali, Shanghai-Hongqiao, Shanghai-Pudong, Jinghong Xishuangbanna Gasa |
| Thai AirAsia                                       | Bangkok-Don Muang, Chiang Mai |
| Thai Airways opéré par Thai Smile                  | Bangkok-Suvarnabhumi |
| Thai Lion Air                                      | Chiang Rai, Pattaya U-tapao Charter : Krabi, Surat Thani (en) |
| Tianjin Airlines                                   | Hohhot, Linyi (zh), Lüliang (zh), Nanning, Shantou-Chaozhou-Jieyang, Tianjin Binhai, Xi'an-Xianyang, Zunyi (zh) |
| West Air                                           | Chongqing-Jiangbei, Ningbo, Xiamen-Gaoqi |
| XiamenAir                                          | Pékin-Capitale, Chengdu-Shuangliu, Chongqing-Jiangbei, Dalian-Zhoushuizi, Fuzhou-Chánglè, Haikou, Hailar, Hangzhou-Xiaoshan, Hohhot, Lanzhou, Luzhou-Yunlong, Mianyang Nanjiao, Nankin, Quanzhou Jinjiang, Shenyang, Taïwan-Taoyuan, Taiyuan-Wusu, Tianjin Binhai, Ürümqi-Diwopu, Xi'an-Xianyang, Xiamen-Gaoqi |

Édité le 31/01/2018

## Statistiques
En 2013, l'aéroport international de Changsha Huanghua était le 12e plus important aéroport du pays avec 16,007,212 passagers.
Pour des raisons techniques, il est temporairement impossible d'afficher le graphique qui aurait dû être présenté ici.

Voir la requête brute et les sources sur Wikidata.
| Année | Passagers  | Croissance en % |
| ----- | ---------- | --------------- |
| 2013  | 16,007,212 | 08.5            |
| 2012  | 14,749,701 | 07.8            |
| 2011  | 13,684,731 | 08.4            |
| 2010  | 12,621,333 | 08.4            |
| 2009  | 11,284,282 | 33.5            |
| 2008  | 8,454,808  | 04.8            |
| 2007  | 8,069,989  | 14.9            |
| 2006  | 6,592,602  | 22.4            |
| 2005  | 5,301,396  | 24.4            |
| 2004  | 3,802,550  | 27.1            |
| 2003  | 2,992,543  | 15.2            |
| 2002  | 2,598,508  | 17.2            |
| 2001  | 2,217,088  | 09.0            |
| 2000  | 2,034,526  | -               |

| Année | Cargo(tonnes) | Nombre de vols |
| ----- | ------------- | -------------- |
| 2013  | 117,588.7     | 137,843        |
| 2012  | 110,608.0     | 127,041        |
| 2011  | 114,831.1     | 116,727        |
| 2010  | 108,635.2     | 115,635        |
| 2009  | 86,995.0      | 110,023        |
| 2008  | 71,151.9      | 85,339         |
| 2007  | 68,629.7      | 82,041         |
| 2006  | 62,571.3      | 71,139         |
| 2005  | 52,360.3      | 59,534         |
| 2004  | 43,133.2      | 55,054         |
| 2003  | 34,987.5      | 46,993         |
| 2002  | 25,437.9      | 42,920         |
| 2001  | 20,375.2      | 39,194         |
| 2000  | 18,552.0      | 37,722         |

## Transports au sol

### Accès & Parking
Le centre-ville de Changsha se situe à 20 kilomètres à l'ouest de l'aéroport. Il y a trois routes principales pour y accéder:
- Changsha Airport Expressway(S40): Autoroute qui relie l'aéroport au centre et au sud de la ville de Changsha.
- Chang-Yong Expressway(S20): Autoroute reliant Xingsha et le nord de la ville de Changsha.
- East Renmin Avenue: route sans péage.

### Ligne Maglev
La ligne Maglev express de Changsha est une ligne à sustentation magnétique, reliant l'aéroport à la gare du Sud de Changsha depuis le 5 mai 2016. La ligne comporte une station intermédiaire située dans le bourg de Langli et met environ 10 minutes pour parcourir l'ensemble du trajet.

### Bus de l'aéroport

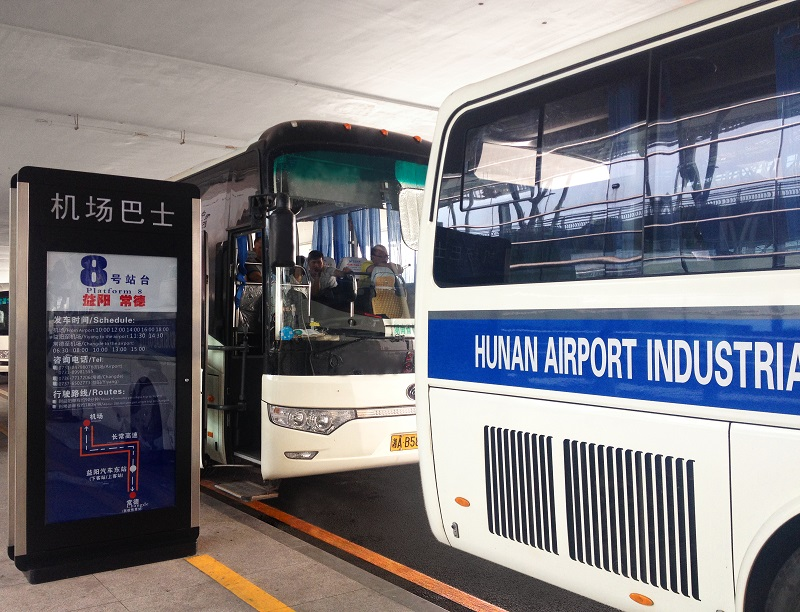
Bus et navettes

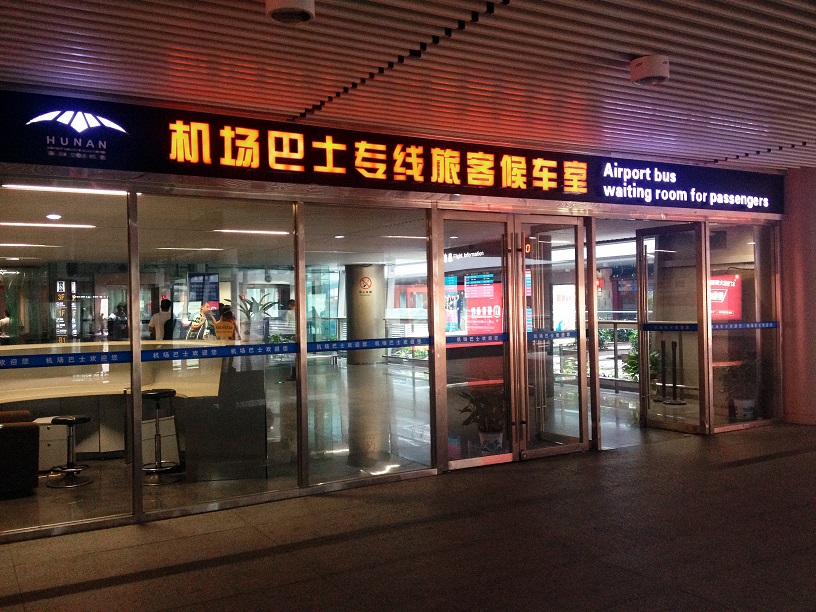
Salle d'attente des bus & navettes

- Ligne1: Gare routière de Changsha Ouest (Prix: 28CNY aller)
- Ligne2: Stade Helong (Prix: 16.5CNY aller)
- Ligne3: Gare Routière du Sud via la Gare de Changsha Sud (Prix: 21.5CNY aller)
- Ligne4: Wuyi Avenue Line (Central Changsha, Prix: 16.5CNY aller)

### Navettes inter-cités de l'aéroport
- Ligne5: Shaoyang
- Ligne6: Zhuzhou  (Lvyuan Hotel, Prix: 33CNY aller)
- Ligne7: Xiangtan (Civil Aviation Ticketing Office, Prix: 42CNY aller)
- Ligne8: Yiyang (East Coach Station, Prix: 47CNY aller) & Changde(Civil Aviation Hotel, Prix: 83CNY aller)
- Ligne9: Yueyang (Civil Aviation Ticketing Office, Prix: 47CNY aller)
- Ligne10: Pingxiang (Dongfang Hotel, Prix: 83CNY aller)

### Bus extérieurs
- No.114: Gare de Changsha (Prix: 2-3CNY aller, bus toutes les huit minutes de 6 h 30 à 18 h 30, Durée : 65 min)
- Suburban No.4: Gare routière Xingsha (Prix: 2CNY aller, bus toutes les dix minutes de 6 h 30 à 20 h l'été et de 7 h à 19 h 30 l'hiver, Durée : 45 min)

### Développement futur
- Maglev: le train magnétique reliant l'aéroport à la Gare de Changsha Sud est en construction et commencera ses activités dès 2016. La ligne fera 18,5 kilomètres de long et le train pourra rouler à 120 km/h pour réaliser le trajet en dix minutes[11].
- Ligne 6 du Métro: prévue et attendue dans les prochaines années

## Galerie

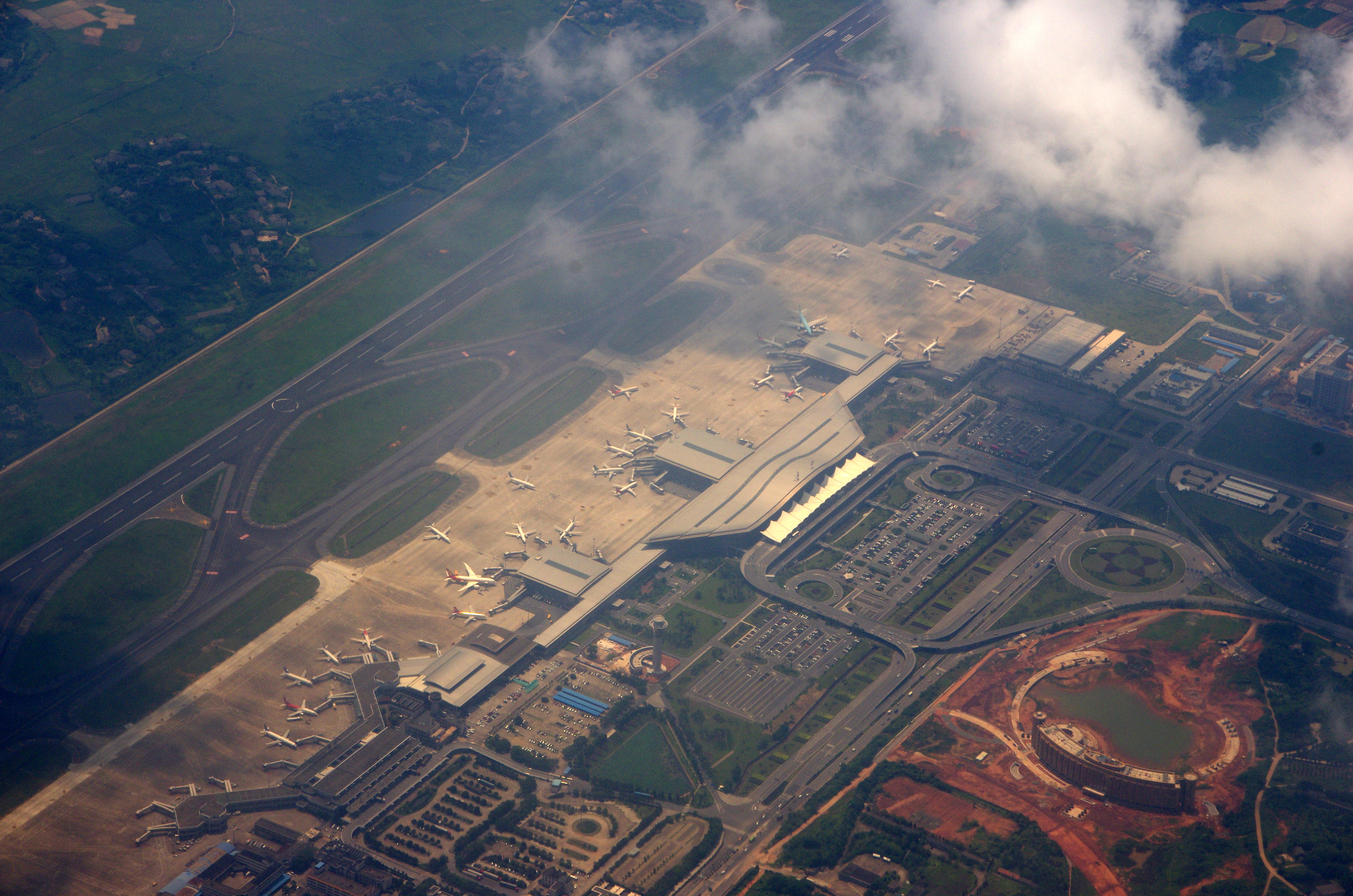
Vue aérienne des terminaux 1 et 2
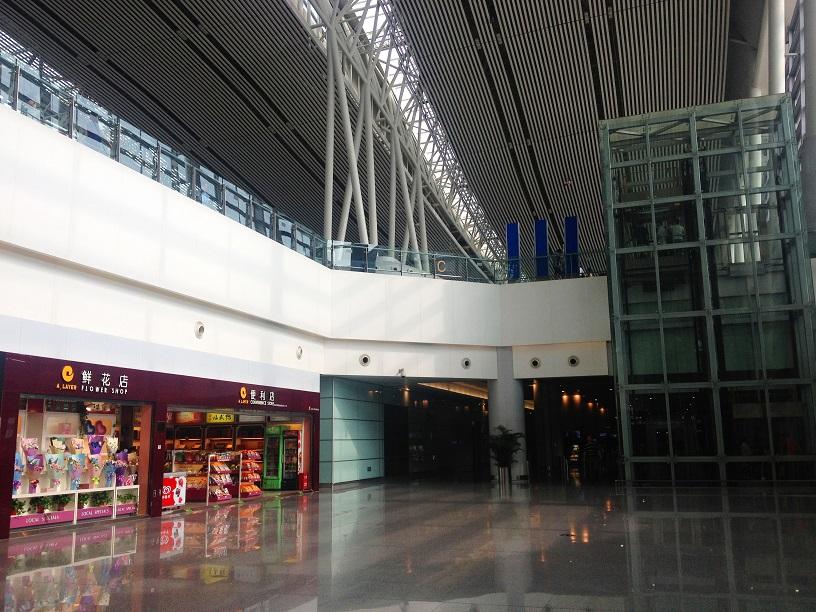
Terminal 2
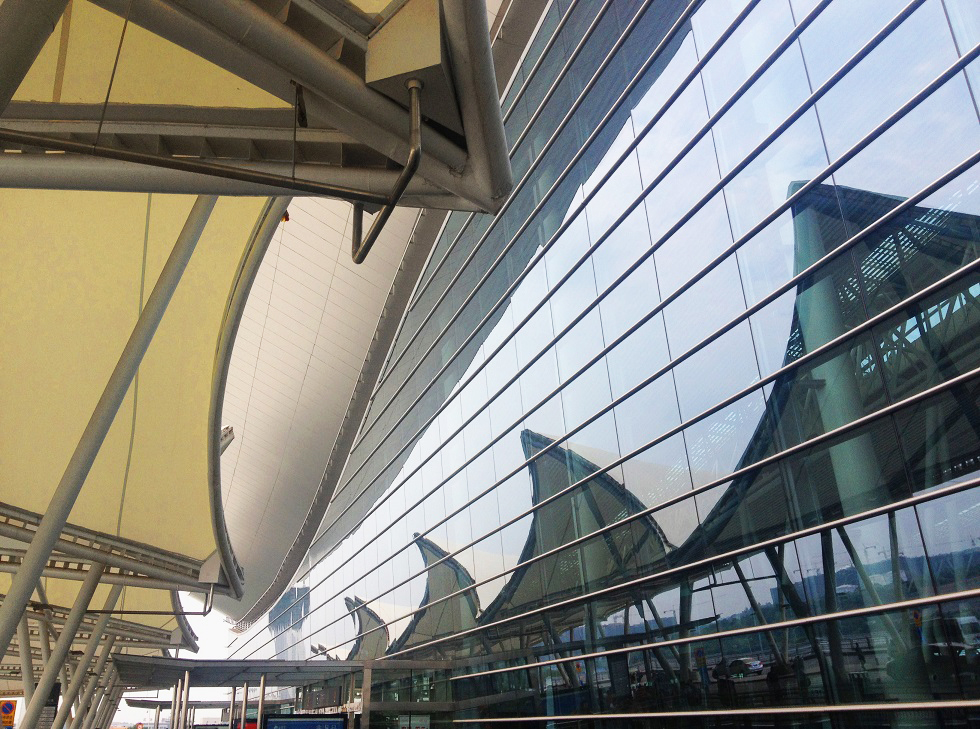
Terminal 2
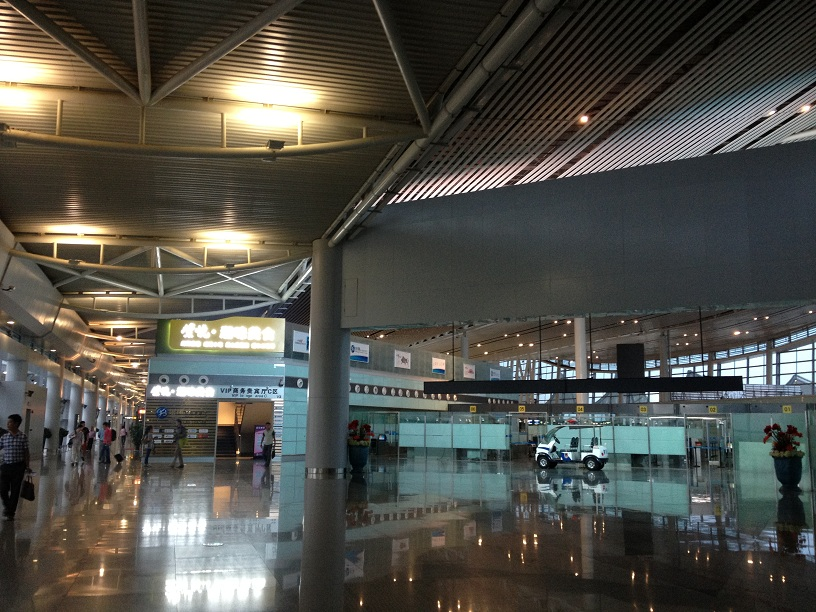
Hall du Terminal 2
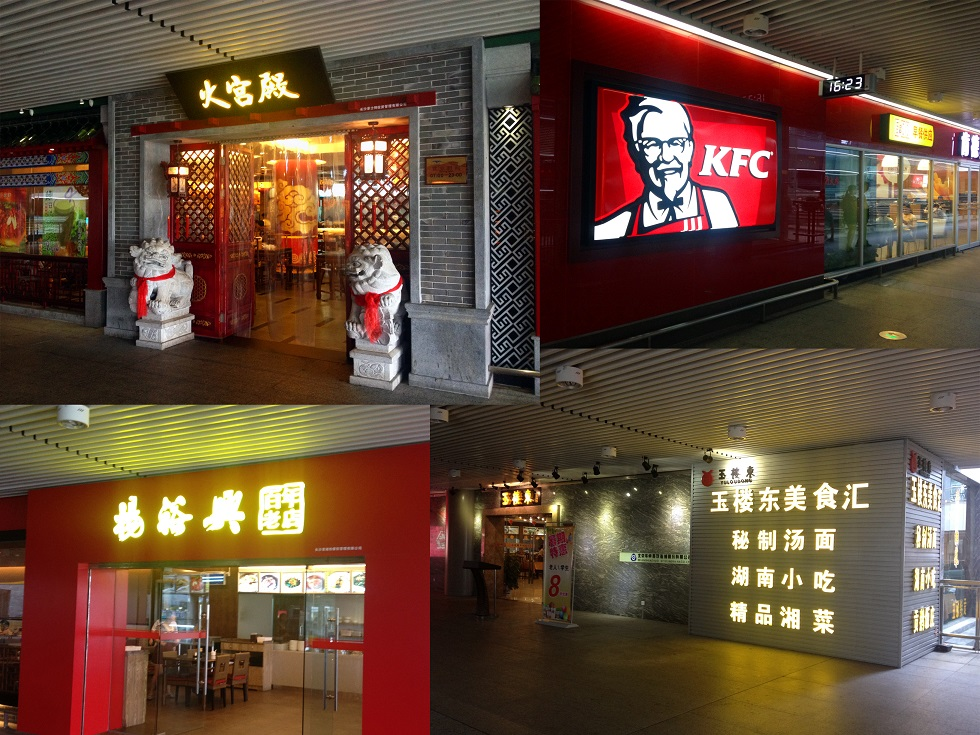
Restaurants du Terminal 2